# Biblioteca Municipal Marion Saraiva
Biblioteca Municipal Marion Saraiva é uma biblioteca pública do município de Campo Maior (Piauí). 

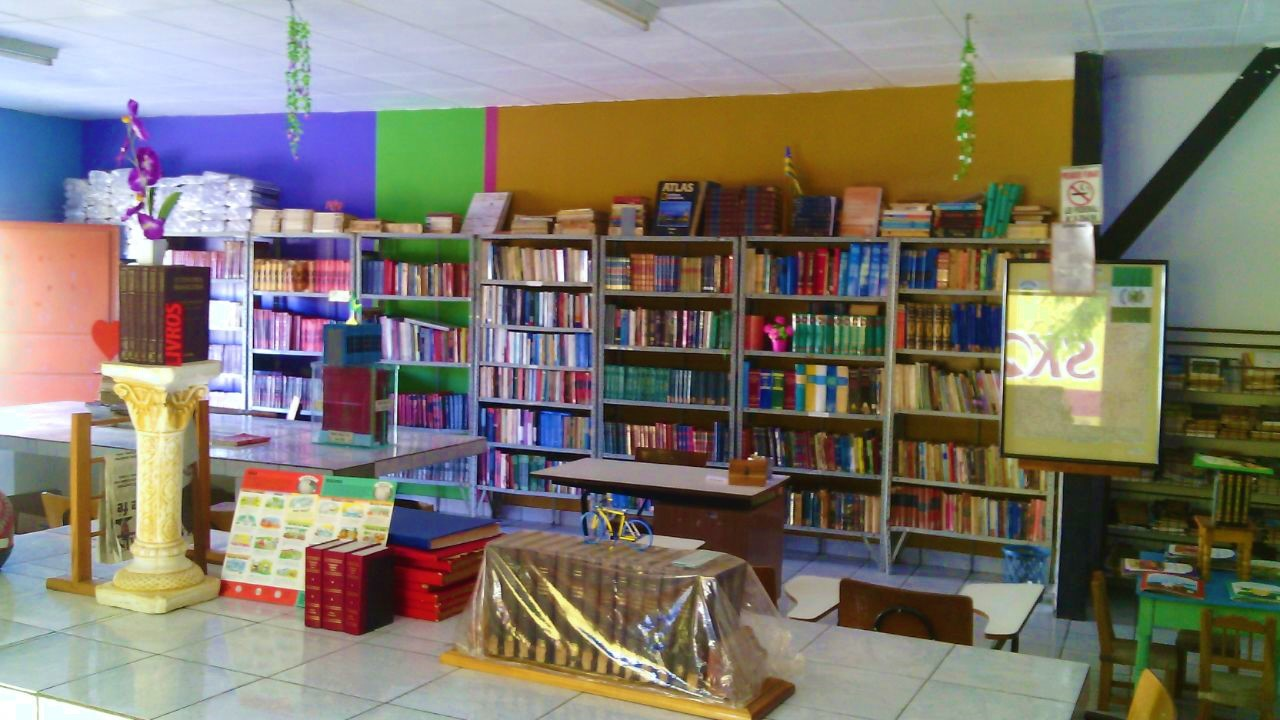
Aspectos interiores.

## História

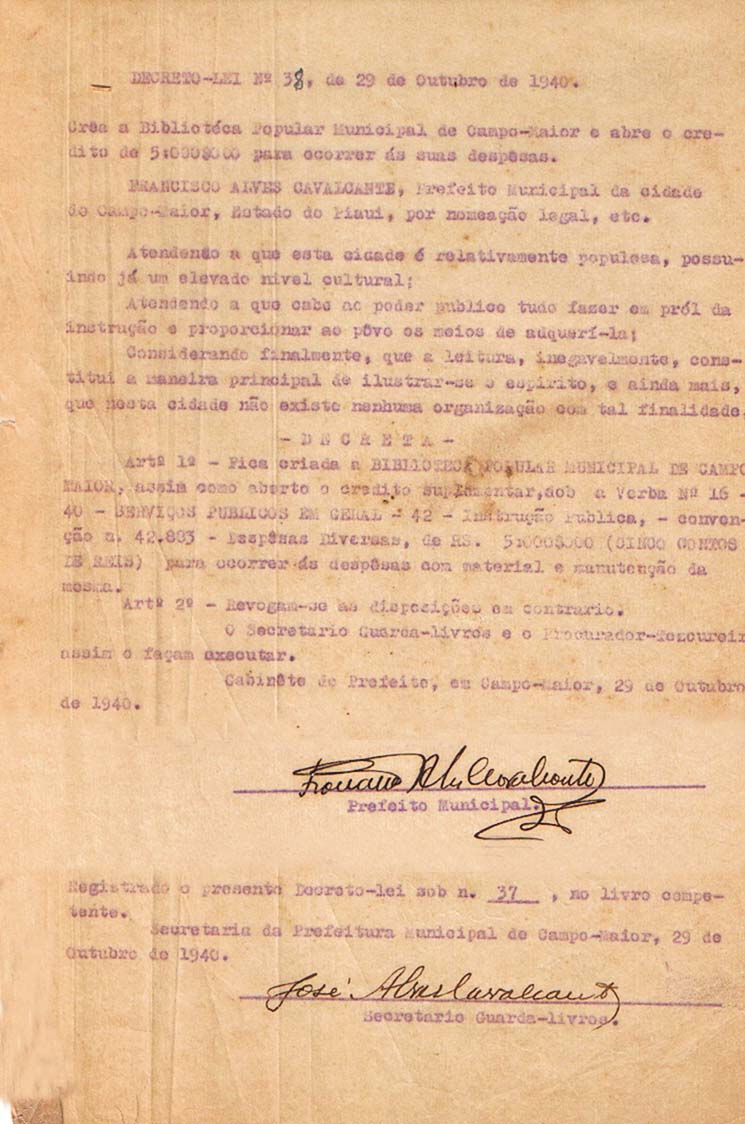
Decreto-lei de criação da Biblioteca de Campo Maior com assinatura do prefeito Francisco Alves Cavalcante datado de 29 de outubro de 1940

De acordo com Paz, 2021. p. 96, já existira uma biblioteca municipal, provavelmente criada no período imperial, e que em 1910, na Primeira República, o Conselho Municipal, "em sessão ordinária realizada em 16 e 17 de maio, os conselheiros aprovaram sem discussão e em unanimidade de votos, a extinção da biblioteca municipal, que ficava a cargo de Moisés Maria Eulálio". A atual precisou ser recriada em 1940 por um decreto municipal, é uma das mais antigas em atividade no estado.
O documento de criação é um decreto lei de número 38, datado de 29 de outubro de 1940. O documento cria a “Biblioteca Popular Municipal de Campo Maior” e expõe na mesma redação uma verba de R$.000$000,00 (cinco contos de réis ou cinco milhões de réis – a moeda de então) destinada aos investimentos de sua implantação. Inicialmente a biblioteca funcionou em uma sala do palacete municipal (então prédio da prefeitura) na praça Bona Primo.
Teve recriações em 1956  e em 1973.